# Ōmihachiman
Ōmihachiman (Omihachiman-shi?) è una città giapponese della prefettura di Shiga.

## Quartieri
- Azuchi (安土?)
- Oki-shima (沖島?)

## Infrastrutture e trasporti

### Treno
- JR West, ■Linea principale Tōkaidō (Linea Biwako), da Maibara a Kyōto
  - Stazione: Azuchi, Ōmi-Hachiman, Shinohara
- Ferrovie Ohmi, linea Yōkaichi, per Higashiōmi
  - Stazione: Ōmi-Hachiman, Musa

### Bus
- Servizio di bus per la Ferrovie Ohmi
- Akakon-bus (あかこんバス?)

## Amministrazione

### Gemellaggi
- Grand Rapids (Michigan)
- Mantova, dal 2005